# Muzeum a archiv populární hudby
Muzeum a archiv populární hudby je muzeum, archiv a informační centrum v Praze věnované populární hudbě. Muzeum sídlí v Břevnově, v bývalém zájezdním hostinci U Kaštanu, nyní Kulturní dům Kaštan. V Brně je moravská pobočka muzea. Muzeum je spravováno společností stejného jména.

## Expozice
Muzeum se zaměřuje na historii popových hudebníků a skupin a zachycuje důležité události v historii československé populární hudby. Není omezeno na konkrétní hudební žánr nebo období. Kromě stálé sbírky pořádá tematické výstavy. V archivu jsou k dispozici dokumenty, knihy, časopisy, zvukové nahrávky a videozáznamy spojené s populární hudbou.
V muzeu je vystavena sbírka hudebních nástrojů včetně elektrických kytar vyrobených v Československu, klávesových nástrojů, přehrávacích zařízení, obalů desek, fotografií aj. Jsou zde kytary Pavola Hammela a Radima Hladíka, barytonsaxofon Jana Spáleného a rukopisy Karla Kryla nebo Pavla Bobka. Kolekce se stále rozšiřuje. 
Návštěvník si může zahrát na elektrické hudební nástroje, zazpívat karaoke. Interaktivní software umožňuje skládat hudbu, mixovat a nahrávat skladby. V muzeu se také konají živé koncerty. V přízemí je otevřen bar s venkovní terasou.

## Historie
Občanské sdružení Muzeum a archiv populární hudby založili 6. 11. 1998 ve vinárně U Sudu v Praze 1 Aleš Opekar, Petr Hrabalik, Radek Diestler a po telefonické konzultaci též Josef Kytnar z Brna. Dne 10. 11. 1998 ministerstvo vnitra České republiky nové sdružení zaregistrovalo.
Muzeum původně sídlilo v Praze 1 v Besední ulici č. 3, v prostorách bývalé Janáčkovy síně.
Občanské sdružení vytvořilo a aktualizuje databázi obsahující specializovanou literaturu a časopisecké tituly. Působila jako informační centrum v oblasti československé populární hudby jak pro občany, tak pro novináře či vědce.
Zřízení muzea bylo podpořeno řadou fondů a organizací včetně organizace Praha – Kulturní město Evropy 2000. Muzeum zahájilo činnost na konci března 2000 výstavou Bigbít (Bigbeat). Návrh provedl architekt David Vávra.
V srpnu 2002 bylo muzeum poničeno záplavou, při níž voda zaplavila suterén a přízemí. Hudební nástroje byly uchráněny, ale zvuková technika a množství dokumentů bylo zničeno nebo poškozeno vodou či navlhnutím. Více než rok po povodni bylo muzeum znovu otevřeno v Kulturním centru Kaštan, kde úzce spolupracuje s jazzovým klubem Unijazz. K obnově přispěl finanční „povodňový grant“ hlavního města Prahy.